# هاري ماكورميك
هاري ماكورميك (بالإنجليزية: Harry McCormick)‏ هو رسام أمريكي، ولد في 1942.